# 歧茎蒿
歧茎蒿（学名：Artemisia igniaria）是菊科蒿属的植物，为中国的特有植物。分布在中国大陆的吉林、黑龙江、河北、山东、内蒙古、辽宁、山西、陕西、河南等地，生长于海拔250米至1,600米的地区，常生于低海拔的山坡、森林草原、林缘、草地及灌丛与路旁等地。

## 别名
锯叶家蒿（东北植物检索表），白艾（辽宁），蒌蒿（内蒙古），野艾（河北），“萨格拉嘎日-沙里尔日”（蒙语名）